# Таня Райковска
Таня Райковска е българска юристка.

## Биография
Родена е на 15 декември 1956 година в Търново. През 1978 година завършва Юридическия факултет на Софийския университет „Климент Охридски“. За кратко работи като юрисконсулт, след което е съдия във Велико Търново (1981-1985) и София (от 1987). От 2001 година е член на Върховния касационен съд, от 2012 година е негов заместник-председател и ръководител на търговската му колегия. Преподава в Софийския университет и в Националния институт на правосъдието.
През 2015 година е избрана от общото събрание на върховните съдилища за член на Конституционния съд.